# Émery Leblanc
Emery LeBlanc (né à Shédiac en 1918 et mort le 25 octobre 1987) était un journaliste, rédacteur en chef et directeur de L'Évangéline, directeur des relations publiques au Canadien national et chez Via Rail Canada ainsi qu'écrivain acadien.
Emery LeBlanc est allé au Canadien National en 1963 à titre de directeur des relations publiques du territoire de la région du Saint-Laurent.

## Biographie
Emery LeBlanc est l'aîné d'une famille de 13 enfants. Ses parents sont Édouard LeBlanc et Léa Drisdelle. À Shediac, Emery et sa famille habitait dans une maison qui se trouve sur la rue Dock aujourd'hui. Ils déménagent rapidement à Moncton où il grandit, d'abord dans une résidence sur la rue Mountain, puis au 166 de la rue Victoria. Entre 1933 et 1937, LeBlanc étudie au Collège Sainte-Anne de la Pointe-de-L'Église, en Nouvelle-Écosse. Il poursuit ses études au séminaire des pères Eudistes à Charlesbourg, au Québec, mais il est atteint de la tuberculose et doit cesser ses études.
En 1943, il obtient un emploi au journal acadien L'Évangéline, à Moncton, puis en 1947, il devient rédacteur en chef, un poste qu'il occupe jusqu'en 1963. En tout, il a signé 2 489 éditoriaux entre 1949 et 1963. Dans ses éditoriaux, il défendait les droits des Acadiennes et des Acadiens et il encourageait ceux-ci à s'impliquer dans la vie politique et culturelle. En 1963, il est récipiendaire du Prix Olivar-Asselin, un prix décerné à une personnalité qui s’illustre dans le domaine du journalisme, remis par la Société Saint-Jean-Baptiste de Montréal.
En 1963, Emery LeBlanc quitte L'Évangéline et occupe un poste en relations publiques au Canadien National à Moncton, puis il accepte un poste au siège-social à Montréal. Il était responsable des relations publiques pour la région du golfe et en 1978, il devient le premier directeur des relations publiques de Via Rail. Il prend sa retraite en 1983.
Émery LeBlanc est décédé le 25 octobre 1987.

## Honneurs
- Prix Olivar-Asselin, 1963
- Doctorat honoris causa, littérature, Université de Moncton, 1967[5]

## Hommages
Le 15 avril 2013, la Société historique acadienne créait le Prix Emery-LeBlanc, en l'honneur de l'un de ses fondateurs. Le prix est offert à un individu qui a contribué d'une façon exceptionnelle à la Société d'histoire. Le premier récipiendaire était Ronnie-Gilles LeBlanc, en 2013.

## Publications
- Les Entretiens du Village, Moncton, 1957, 148 p.
- Les Acadiens, Éditions de l'Homme, Montréal, 1963, 126 p.
- La Vie à Sainte-Marie, Tribune Press, 1985, 229 p.